# 锡里-萨尔索涅
锡里-萨尔索涅（法語：Ciry-Salsogne）是法国上法兰西大区埃纳省的一个市镇，属于苏瓦松区。该市镇于1790-1794年间由锡里（Ciry）和萨尔索涅（Salsogne）合并而成。

## 地理
锡里-萨尔索涅（49°21'43"N, 3°27'43"E）面积8.95 平方千米，位于法国上法蘭西大區埃纳省，该省份为法国北部内陆省份，北起北部省，西接索姆省和瓦兹省，东临阿登省和马恩省，西南至塞纳-马恩省，东北部与比利时接壤。
与锡里-萨尔索涅接壤的市镇（或旧市镇、城区）包括：阿西、沙斯米、埃纳河畔孔代、库夫雷勒、塞尔什、塞尔穆瓦斯、瓦塞尼。
锡里-萨尔索涅的时区为UTC+01:00、UTC+02:00（夏令时）。

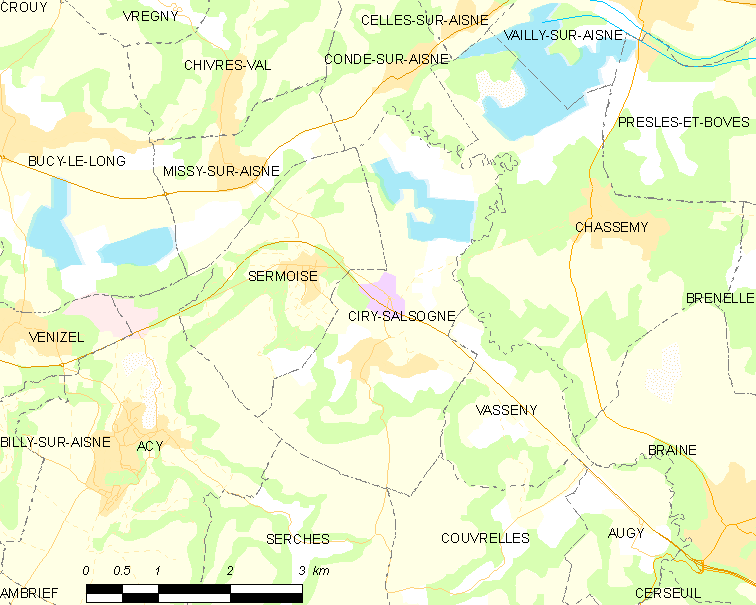
锡里-萨尔索涅的OSM定位图

## 行政
锡里-萨尔索涅的邮政编码为02220，INSEE市镇编码为02195。

## 政治
锡里-萨尔索涅所属的省级选区为塔德努瓦地区费尔县。

## 人口

1962-2008年间锡里-萨尔索涅人口变化图示

锡里-萨尔索涅于2022年1月1日时的人口数量为892人。